# Anton Gaaei
Anton Gaaei (Viborg, 19 november 2002) is een Deens voetballer die doorgaans speelt als rechtsback. In augustus 2023 verruilde hij Viborg FF voor Ajax. Gaaei maakte in 2025 zijn debuut in het Deens voetbalelftal.

## Clubcarrière

### Viborg FF
Gaaei speelde in de jeugd van Bruunshåb/Tapdrup en Overlund GF, voor hij opgenomen werd in de opleiding van Viborg FF. Bij deze club tekende hij zijn eerste profcontract, tot medio 2023. Zijn debuut maakte hij in de DBU Pokalen tegen FC Fredericia op 2 september 2021.. Die club kwam door een goal van Patrick Egelund op voorsprong, maar Jay-Roy Grot maakte gelijk. Na strafschoppen won Fredericia alsnog. Gaaei mocht van coach Lars Friis veertien minuten voor tijd invallen voor Frederik Ørsøe Christensen.Vanaf het seizoen 2022/23 werd Gaaei, voorheen uitkomend als vleugelaanvaller, voornamelijk gebruikt als rechtsback. Hij kreeg meer speeltijd in het eerste elftal en op 6 april 2023 maakte hij in het bekerduel met Aalborg BK zijn eerste doelpunt, waarmee hij ook direct voor de overwinning zorgde: 1–0.

### Ajax
In augustus 2023 verkaste Gaaei naar Ajax, waar hij zijn handtekening zette onder een verbintenis voor de duur van vijf seizoenen. Met de overgang was volgens Voetbal International ruim vier miljoen euro gemoeid. Hij was een van de aankopen onder verantwoordelijkheid van technisch directeur Sven Mislintat. Hij werd gehaald als concurrent voor Devyne Rensch op de positie van rechtsback. Op 3 september debuteerde hij voor Ajax, toen hij van coach Maurice Steijn als invaller voor Rensch het veld mocht betreden tijdens de uitwedstrijd tegen Fortuna Sittard (0–0). Op 24 september 2023 werd Gaaei in De Klassieker tegen Feyenoord in de eenendertigste minuut naar de kant gehaald ten faveure van Rensch bij een 0–2 achterstand. Uiteindelijk verloor Ajax de wedstrijd met 0–4, nadat het duel gestaakt werd en de week erop werd uitgespeeld. Op 21 december werd hij met Ajax uitgeschakeld in het KNVB Bekertoernooi door de amateurs van USV Hercules. Tot aan de winterstop rouleerde Gaaei met Rensch voor de positie van rechtsback, met later ook concurrentie van Tristan Gooijer. Op 25 februari 2024 werd hij tijdens een wedstrijd tegen AZ opnieuw al tijdens de eerste helft gewisseld. Dit duel ging met 2–0 verloren. Nadat hij op 31 maart tijdens een zege op PEC Zwolle (1–3) als invaller voor een assist had gezorgd, mocht hij de week erop tegen Go Ahead Eagles in de basisopstelling beginnen. Hij opende de score met zijn eerste Ajax-goal, waarna het door een doelpunt van Bas Kuipers nog 1–1 werd.
Aan het begin van het seizoen 2024/25 verloor Gaaei de concurrentiestrijd met Devyne Rensch om de rechtsbackpositie. Als invaller speelde hij ook soms als rechtsbuiten. Waar hij het seizoen ervoor nog vroeg in de eerste helft gewisseld werd tijdens de thuiswedstrijd tegen Feyenoord, gaf hij dit seizoen op 2 februari een assist op het winnende doelpunt in diezelfde wedstrijd. Begin februari kreeg Gaaei na het vertrek van Rensch de door Ajax aangetrokken Lucas Rosa als nieuwe concurrent. Gaaei kreeg meestal de voorkeur, waardoor hij voor het eerst sinds zijn komst naar Ajax de eerste keuze was op zijn positie. De laatste maanden van dit seizoen was hij basisspeler.

## Clubstatistieken
| Seizoen | Club      | Competitie     | Competitie | Competitie | Beker | Beker | Internationaal | Internationaal | Totaal | Totaal |
| Seizoen | Club      | Competitie     | Wed.       | Dlp.       | Wed.  | Dlp.  | Wed.           | Dlp.           | Wed.   | Dlp.   |
| ------- | --------- | -------------- | ---------- | ---------- | ----- | ----- | -------------- | -------------- | ------ | ------ |
| 2021/22 | Viborg FF | Superligaen    | 6          | 0          | 1     | 0     | —              | —              | 7      | 0      |
| 2022/23 | Viborg FF | Superligaen    | 28         | 0          | 4     | 1     | 5              | 0              | 37     | 1      |
| 2023/24 | Viborg FF | Superligaen    | 4          | 0          | 0     | 0     | —              | —              | 4      | 0      |
| 2023/24 | Jong Ajax | Eerste divisie | 8          | 0          | —     | —     | —              | —              | 8      | 0      |
| 2023/24 | Ajax      | Eredivisie     | 25         | 1          | 1     | 0     | 8              | 0              | 34     | 1      |
| 2024/25 | Ajax      | Eredivisie     | 25         | 3          | 1     | 0     | 14             | 0              | 40     | 3      |
| Totaal  | Totaal    | Totaal         | 96         | 4          | 7     | 1     | 27             | 0              | 130    | 5      |

Bijgewerkt op 11 juni 2025.

## Interlandcarrière
Gaaei speelde elf interlands voor Denemarken –21, voordat hij in november 2024 voor het eerst werd opgeroepen voor het Deens voetbalelftal. De verdediger maakte zijn debuut in de nationale ploeg op 10 juni 2025, toen een vriendschappelijke wedstrijd gespeeld werd tegen Litouwen. Door doelpunten van Mika Biereth, Christian Eriksen, Kasper Dolberg, Rasmus Nissen Kristensen en Anders Dreyer won Denemarken met 5–0. Gaaei moest van bondscoach Brian Riemer op de reservebank beginnen en hij viel na een uur spelen in voor Kristensen. De andere Deense debutant dit duel was Carlo Holse (Samsunspor).
| Interlands van Anton Gaaei voor Denemarken | Interlands van Anton Gaaei voor Denemarken | Interlands van Anton Gaaei voor Denemarken | Interlands van Anton Gaaei voor Denemarken | Interlands van Anton Gaaei voor Denemarken | Interlands van Anton Gaaei voor Denemarken |
| №                                          | Datum                                      | Wedstrijd                                  | Uitslag                                    | Competitie                                 | Goals                                      |
| Als speler bij Ajax                        | Als speler bij Ajax                        | Als speler bij Ajax                        | Als speler bij Ajax                        | Als speler bij Ajax                        | Als speler bij Ajax                        |
| ------------------------------------------ | ------------------------------------------ | ------------------------------------------ | ------------------------------------------ | ------------------------------------------ | ------------------------------------------ |
| 1                                          | 10 juni 2025                               | Denemarken – Litouwen                      | 5 – 0                                      | Vriendschappelijk                          |                                            |

Bijgewerkt op 11 juni 2025.